# علم البيئة القطبية

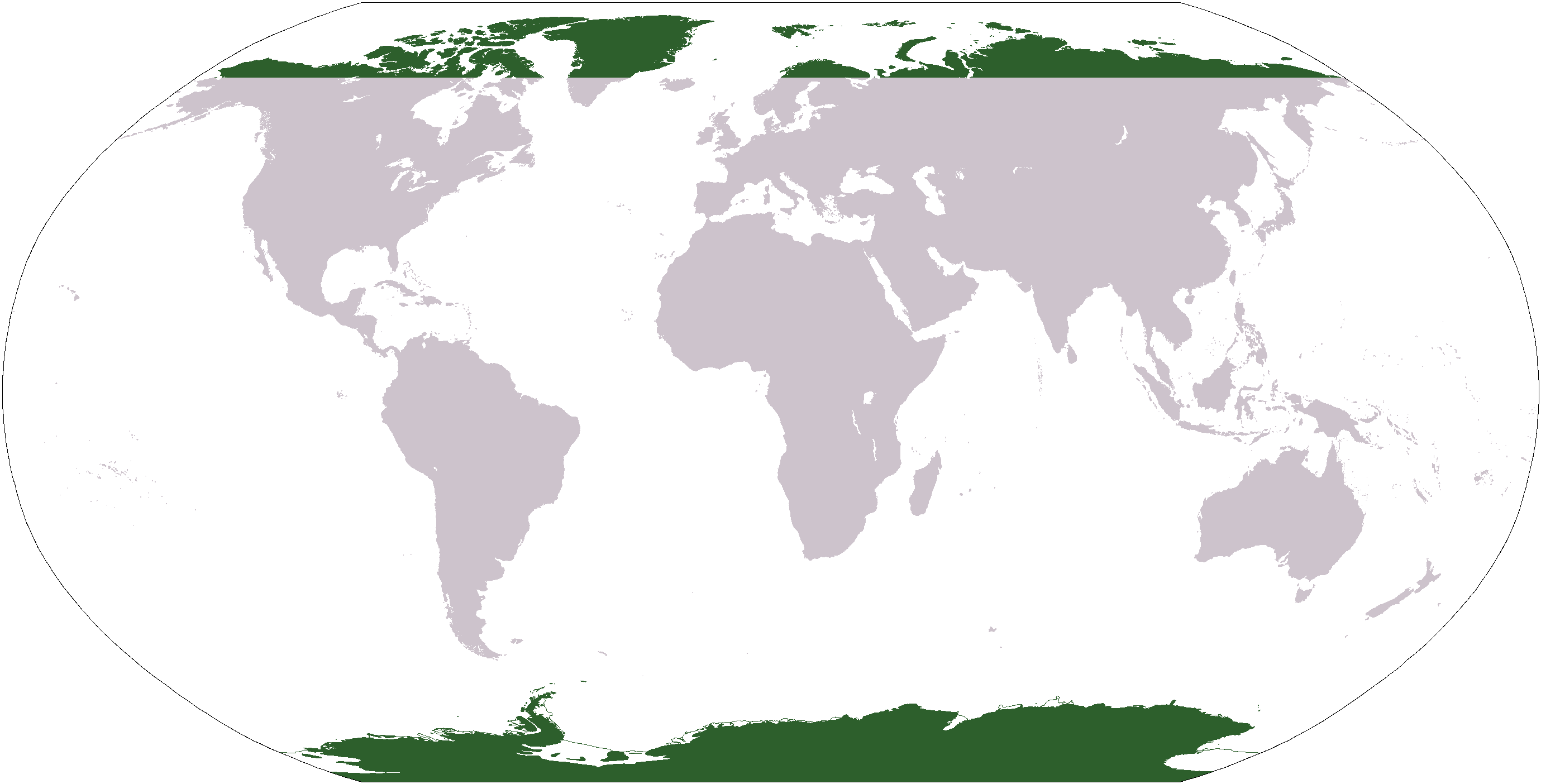
المناطق القطبية

علم البيئة القطبية هو العلم المحدد للعلاقة بين النباتات والحيوانات في البيئة القطبية، وتوجد البيئات القطبية في المنطقة القطبية الشمالية والمنطقة القطبية الجنوبية وتقع المناطق القطبية في نصف الأرض الشمالي، وتحتوي على اليابسة والجزر المحيطة بها، وتقع القارة القطبية الجنوبية في نصف الكرة الجنوبي وتحتوي أيضاً على كتلة الأرض والجزر المحيطة والمحيط، وتحتوي المناطق القطبية أيضاً على المنطقة شبه القطبية، والمنطقة شبه القطبية التي تفصل المناطق القطبية عن المناطق المعتدلة، وتقع القارة القطبية الجنوبية والقطب الشمالي في الدوائر القطبية، والدوائر القطبية هي خطوط وهمية تظهر على الخرائط على أنها المناطق التي تتلقى قدراً أقل من ضوء الشمس بسبب قلة الإشعاع، تتلقى هذه المناطق ضوء الشمس (شمس منتصف الليل) أو الظل، و (الليل القطبي) 24 ساعة في اليوم بسبب ميل الأرض، وتستطيع النباتات والأحياء في المناطق القطبية تحمل العيش في ظروف مناخية قاسية ولكنها تواجه تهديدات بيئية تحد من بقائها.

## المناخ
مناخ قطبي باردة وعاصفة وجافة بسبب قلة هطول وانخفاض درجات الحرارة، وتُعتبر منطقتي القطب الشمالي والقطب الجنوبي أكبر صحاري العالم اتساعا أو بما تسمى صحراء قطبية. ينعكس الكثير من الإشعاع من الشمس الذي يتم استقباله عن الثلج مما يجعل المناطق القطبية باردة  ، وعندما ينعكس الإشعاع تنعكس الحرارة أيضاً، وتعكس المناطق القطبية 89-90٪ من إشعاع الشمس الذي تتلقاه الأرض، ولأن القارة القطبية الجنوبية أقرب إلى الشمس عند الحضيض فإنها تتلقى إشعاعاً أكثر بنسبة 7٪ من القطب الشمالي. ويكون الغلاف الجوي في المنطقة القطبية رقيقاً أيضاً، ولذلك يمكن للأشعة فوق البنفسجية التي تصل إلى الغلاف الجوي أن تسبب اسمراراً سريعاً للشمس وعمى الثلج. المناطق القطبية مناطق جافة؛ حيث يكون هطول الأمطار قليلاً جداً بسبب الهواء البارد، وهناك بعض الأوقات التي قد تكون فيها الرطوبة عالية ولكن بخار الماء الموجود في الهواء قد يكون منخفضاً، والرياح قوية أيضا في المنطقة القطبية، وتحمل الرياح الثلوج مما يخلق ظروفاً تشبه العواصف الثلجية، وقد تحرك الرياح أيضاً الكائنات الحية الصغيرة أو النباتات إذا كانت موجودة. تهب الرياح محركةً الثلوج مما يؤدي إلى تكوين انجرافات ثلجية أو كثبان ثلجية قد توجد حتى في الربيع عندما يذوب الثلج، ويصعب على خبراء الأرصاد الجوية قياس كمية الأمطار وذلك لأن رعاية المحطات التي تجمع بيانات الطقس مكلفة ويصعب عليهم قياس كميات تساقط الثلوج لأن الرياح تهب الثلوج كثيراً بحيث لا يمكن احتساب الكميات بشكل دقيق.

## الماء
الماء جزء هام من أجل بقاء الإنسان، وبسبب درجة حرارته الباردة، يأتي الكثير من مياه الأرض من المناطق القطبية، ويأتي مقدار 90٪ من مياه العالم من صفيحة القارة القطبية الجنوبية الجليدية على الرغم من عدم استخدام الكثير من هذه المياه  البيئات المائية مهمة للعديد من الأنواع في جميع أنحاء العالم، وتزدهر هناك العديد من البكتيريا وكذلك الطحالب والنباتات. العديد من المستنقعات أو البحيرات في المناطق القطبية متجمدة أو مغطاة بالثلوج لمعظم العام، تذوب البحيرات الأكبر حول الحواف خلال الأشهر الأكثر دفئاً بينما تذوب البحيرات الأصغر تماماً، هناك بضعة أنهار في المناطق القطبية، ويوجد في القطب الشمالي أنهار أكثر مقارنة بالقطب الجنوبي، وتحتوي المناطق أيضاً على مستنقعات، وتعد المستنقعات عوامل جذب للطيور وتكون غنية بالعناصر الغذائية. هذا بسبب فضلات أو ريش الطيور. هناك نوعان مختلفان من البحيرات في المناطق القطبية بما في ذلك البحيرات القطبية الشمالية والبحيرات القطبية الجنوبية، ومن بين البحيرات القطبية الشمالية هناك البحيرات الجليدية وبحيرات التربة الصقيعية.

## الأرض
بسبب الطقس البارد يصعب على النباتات النمو. تغطي الأرض المتجمدة معظم المناطق القطبية لغالبية العام. يصل سمك التربة الصقيعية إلى 600-1000 متر (2000-3300 قدم) عمقًا. يمكن أن تؤدي كميات كبيرة من التربة الصقيعية إلى سوء تصريف المياه. بسبب التربة الصقيعية، تظل المياه في التربة متجمدة لمعظم العام. في الصيف، قد تُغطى قمة التربة الصقيعية بالمياه بسبب الذوبان في المنطقة. التجوية شائعة أيضًا في المناطق القطبية. هناك أنقاض من الصخور المنتشرة على الأرض بسبب حركة الأنهار الجليدية. كما يتسبب التغير السريع في درجات الحرارة في التجوية.
النوع الرئيسي من التربة في المناطق القطبية هو التربة الأهومية. وهذا يشمل تربة الصحراء الباردة. تتكون هذه التربة من الرمل المتجمد. تميل هذه الترب إلى عدم وجود كمية وفيرة من النباتات ولكن تم العثور على البكتيريا.

## الحيوانات

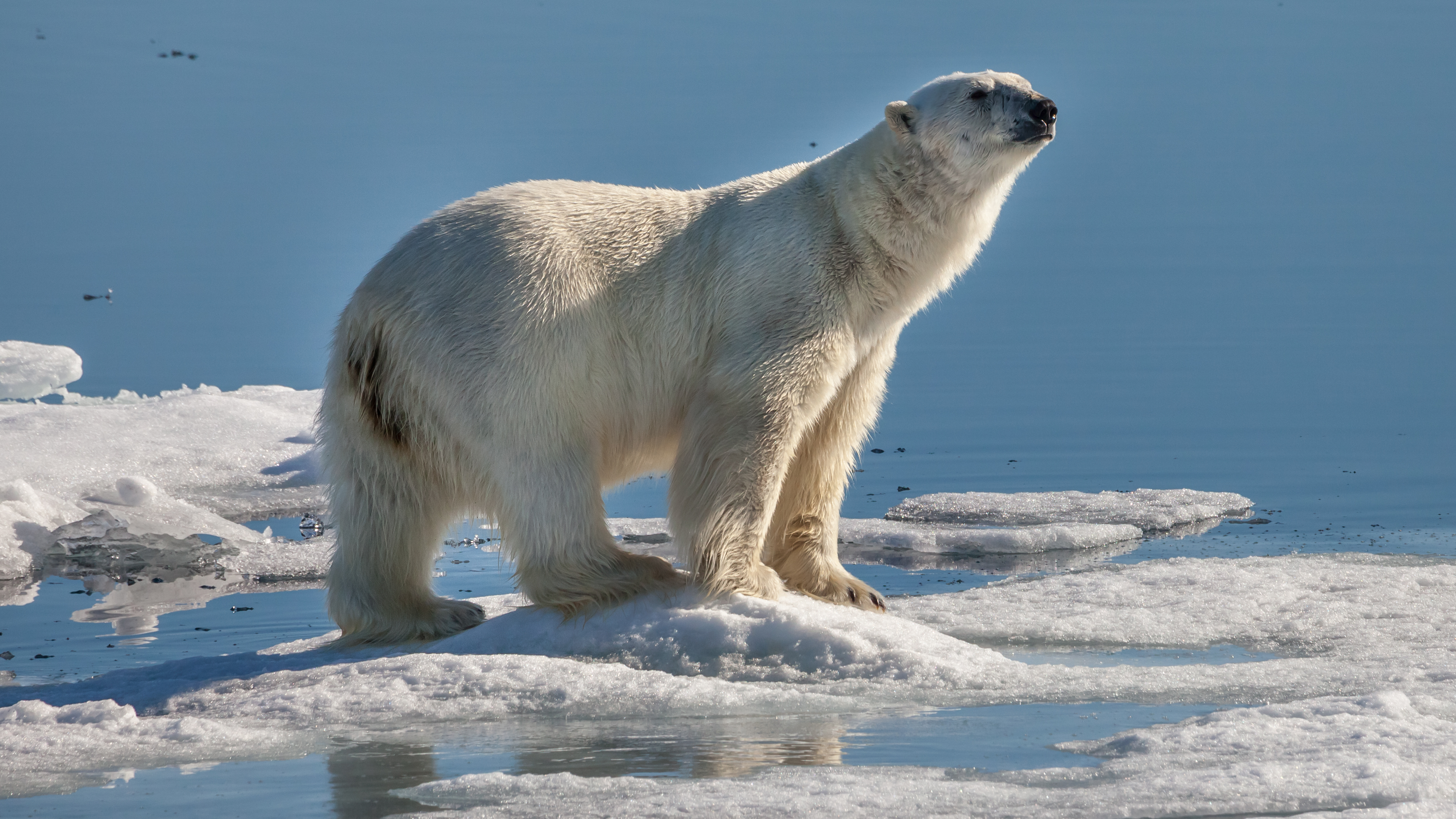
دُب قُطبي بالقُرب مِن أرخبيل سفالبارد، النرويج.

نظراً للطقس القاسي في المناطق القطبية فإنه لا يوجد الكثير من الحيوانات، والحيوانات الموجودة في المنطقة القطبية متشابهة بين المناطق القطبية الجنوبية والقطبية الشمالية، وتختلف الحيوانات من حيث درجة الحرارة في القطب الشمالي.